# Beaver (Pensilvânia)
Beaver é um distrito localizado no estado norte-americano de Pensilvânia, no Condado de Beaver.

## Demografia
Segundo o censo norte-americano de 2000, a sua população era de 4775 habitantes. 
Em 2006, foi estimada uma população de 4485, um decréscimo de 290 (-6.1%).

## Geografia
De acordo com o United States Census Bureau tem uma área de 
2,8 km², dos quais 2,4 km² cobertos por terra e 0,4 km² cobertos por água. Beaver localiza-se a aproximadamente 282 m acima do nível do mar.

## Localidades na vizinhança
O diagrama seguinte representa as localidades num raio de 4 km ao redor de Beaver. 